# Carapace Nunatak
Carapace Nunatak är en nunatak i Antarktis. Den ligger i Östantarktis. Australien gör anspråk på området. Toppen på Carapace Nunatak är 1 993 meter över havet.
Terrängen runt Carapace Nunatak är platt söderut, men norrut är den kuperad. Trakten är obefolkad. Det finns inga samhällen i närheten.